# American Cancer Society

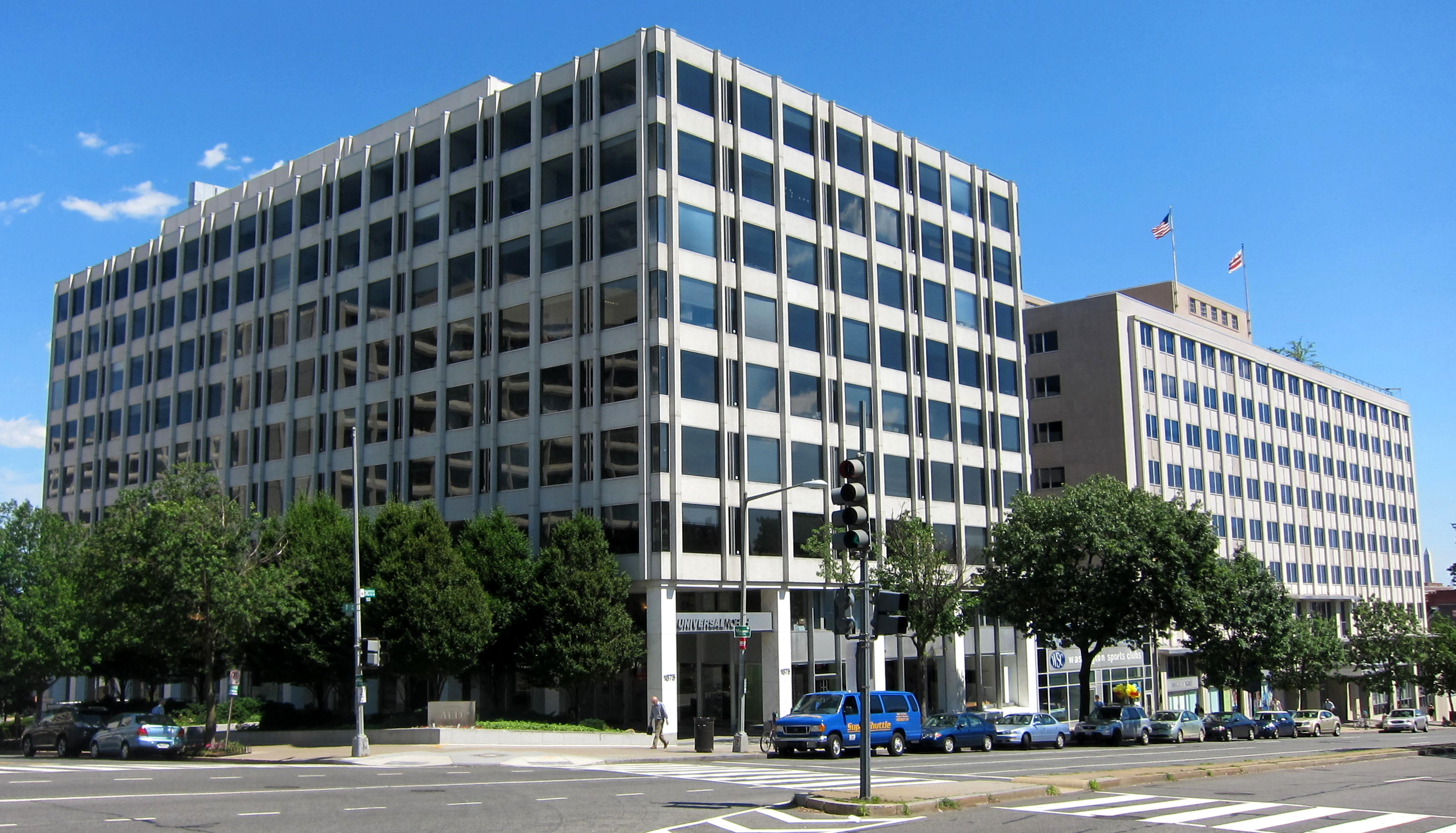
Biuro American Cancer Society w Waszyngtonie (2010)

American Cancer Society (ACS) – ogólnokrajowa, amerykańska organizacja non-profit zajmująca się przeciwdziałaniem chorobom nowotworowym. 
Została założona w 1913 i do 2019 przeznaczyła na badania nad rakiem sumę ponad 4,6 miliarda dolarów. 